# Лин Маргулис
Лин Маргулис (енгл. Lynn Margulis; Чикаго, 19. март 1938 — Амхерст, 22. новембар 2011) је била биолог и професор на државном Универзитету Масачусетс у граду Амхерст. Позната је по томе, што је 1981. године предложила нову, ендосимбиотску теорију, о постанку појединих еукариотских органела од прокариотских ћелија. Била је прва супруга астронома Карла Сагана; са кћерком из тог брака, Дорион Саган, Лин Маргулис је научно сарађивала и заједнички објављивала научне радове.

## Научна биографија
Лин Маргулис је дипломирала на Универзитету Чикаго, а титулу доктора наука добила 1963. године на Универзитету Калифорнија у Берклију. 1966. године, као млад члан факултета Бостонског универзитета написала је теоријски научни рад „Порекло еукатриотских ћелија које се деле митозом“. Овај рад је, међутим, одбијен од стране петнаестак научних часописа Иако је на крају објављен у часопису The Journal of Theoretical Biology, био је критикован од већине биолога тог доба. Сама теорија о настанку ћелија са митозом надовезивала се на идеје Мережовског (Merezhkovsky 1905) и Валина (Wallin 1920). Маргулис је „само“ применила ове идеје на појаве примећене у оквиру микробиологије, што је било потпуно ново у еволуционој биологији, где су се углавном користиле палеонтолошке или зоолошке опсервације.

## Публикације и библиографија
- Margulis, Lynn and Dorion Sagan, (2007). Dazzle Gradually: Reflections on the Nature of Nature. Sciencewriters Books. ISBN 978-1-933392-31-8..
- Margulis, Lynn and Eduardo Punset, eds., (2007). Mind, Life and Universe: Conversations with Great Scientists of Our Time. Sciencewriters Books. ISBN 978-1-933392-61-5..
- Margulis, Lynn, (2007). Luminous Fish: Tales of Science and Love. Sciencewriters Books. ISBN 978-1-933392-33-2..
- Margulis, Lynn and Dorion Sagan, (2002). Acquiring Genomes: A Theory of the Origins of Species. Perseus Books. ISBN 978-0-465-04391-0. Group. .
- Margulis, Lynn, et al.,. (2002). The Ice Chronicles: The Quest to Understand Global Climate Change. University of New Hampshire. ISBN 978-1-58465-062-1.. .
- Margulis, Lynn, (1998). Symbiotic Planet : A New Look at Evolution. Basic Books. ISBN 978-0-465-07271-2..
- Margulis, Lynn and Karlene V. Schwartz,. (1997). Five Kingdoms: An Illustrated Guide to the Phyla of Life on Earth. ISBN 978-0-613-92338-5., W.H. Freeman & Company. .
- Margulis, Lynn and Dorian Sagan,. (1997). What Is Sex?. Simon and Shuster. ISBN 978-0-684-82691-2.. .
- Margulis, Lynn and Dorion Sagan, (1997). Slanted Truths: Essays on Gaia, Symbiosis, and Evolution. Copernicus Books. ISBN 978-0-387-94927-7..
- Margulis, Lynn,. (1992). Symbiosis in Cell Evolution: Microbial Communities in the Archean and Proterozoic Eons. ISBN 978-0-7167-7028-2., W.H. Freeman. .
- Margulis, Lynn, ed, (1991). Symbiosis as a Source of Evolutionary Innovation: Speciation and Morphogenesis. The MIT Press. ISBN 978-0-262-13269-5..
- Margulis, Lynn and Dorion Sagan, (1991). Mystery Dance: On the Evolution of Human Sexuality. Summit Books. ISBN 978-0-671-63341-7..
- Margulis, Lynn and Dorion Sagan,. (1987). Microcosmos: Four Billion Years of Evolution from Our Microbial Ancestors. HarperCollins. ISBN 978-0-04-570015-8.. .
- Margulis, Lynn and Dorion Sagan, (1986). Origins of Sex : Three Billion Years of Genetic Recombination. Yale University Press. ISBN 978-0-300-03340-3..
- Margulis, Lynn, (1982). Early Life. Science Books. ISBN 978-0-86720-005-8. International. .
- Margulis, Lynn, (1970). Origin of Eukaryotic Cells. Yale University Press. ISBN 978-0-300-01353-5..